# Jack Steinberger
Jack Steinberger (Bad Kissingen, 25 mei 1921 – Genève, Zwitserland 12 december 2020) was een Duits-Amerikaans natuurkundige. Hij ontdekte samen met Leon Lederman en Melvin Schwartz de muon-neutrino. In 1988 kregen zij hiervoor samen de Nobelprijs voor Natuurkunde.

## Biografie
Steinbergers vader was Ludwig Lazarus Steinberger, een chazan en leider van de lokale joodse gemeenschap, zijn moeder was Bertha May Steinberger. Tijdens Kerstmis 1934 emigreerde hij samen met zijn oudere broer Herbert naar de Verenigde Staten vanwege het toenemende antisemitisme tijdens de opkomst van de nazi's. Daar verbleef hij onder de hoede van Barnett Faroll, omdat zijn ouders pas vier jaar later volgden. Toen het gezin herenigd werd, ging het in Chicago wonen.
Steinberger studeerde scheikunde aan het Illinois Institute of Technology, maar moest zijn studie na twee jaar voortijdig onderbreken omdat tijdens de depressie zijn studiebeurs werd stopgezet. Om in het levensonderhoud van zijn familie te voorzien was het noodzakelijk om te gaan werken. Daardoor kon hij alleen in de avonduren studeren aan de universiteit van Chicago. In 1942 verkreeg hij er zijn bachelordiploma in de scheikunde. Na de Japanse aanval op Pearl Harbor diende hij in het Amerikaanse leger waar hij gedetacheerd werd bij het MIT Radiation Laboratory. Op het stralingslaboratorium hield men zich bezig met de ontwikkeling van radargestuurde bommen. Steinberger werd toegewezen aan de antennegroep.
Na de Japanse overgave kon hij met behulp van de G.I. Bill of Rights een voltijdsstudie volgen aan de Universiteit van Chicago, onder Edward Teller en Enrico Fermi. Bij Fermi promoveerde hij in 1948 in de natuurkunde. Onder zijn medestudenten bevonden zich ook de toekomstige Nobelprijswinnaars Chen Ning Yang en Tsung-Dao Lee. Gedurende zijn doctoraalstudie had hij onderzoek gedaan naar muonen en had daarbij aangetoond dat bij verval er een elektron en twee neutrino's (eigenlijk een neutrino en een antineutrino) ontstonden.
Zijn professionele carrière begon aan de Universiteit van Californië - Berkeley (UCB) toen hij in 1949 er werd benoemd tot hoogleraar natuurkunde. Hij bleef een jaar aan en ging daarna naar de Columbia-universiteit, ook als hoogleraar natuurkunde. In 1950 ontdekte Steinberger, samen met Wolfgang Panofsky en J. Steller het neutrale pion (π°). Ook verschafte hij een theoretische verklaring voor het geobserveerde verval in twee fotonen.
In 1968 nam Steinberger een sabbatsjaar op en vertrok hij naar Zwitserland om voor het – concurrerende – CERN te werken, waar hij bleef tot 1986. Vervolgens werd hij parttime hoogleraar aan de Scuola Normale Superiore in Pisa, terwijl hij tevens doorging met zijn onderzoek.
In 1988 werd Steinberger onderscheiden met zowel de Nobelprijs voor de Natuurkunde "voor de neutrinobundelmethode en de demonstratie van de doubletstructuur van de leptonen door de ontdekking van het muon-neutrino" als een National Medal of Science. Hij deelde de prijs met Lederman en Melvin Schwartz. Steinberger deed zijn Nobelmedaille cadeau aan de New Trier High School in Winnetka, waar hij vroeger op had gezeten. In 1990 kreeg hij de Matteucci Medal uitgereikt.

## Muonverval
Na de ontdekking van het muon door Carl Anderson kwam men er al snel achter dat dit niet het theoretisch voorspelde pion-deeltje was maar dat ging om een zwaardere versie van het elektron. De ontdekking van het muon stelde fysici aanvankelijk voor raadsels omdat het 'overbodig' was. En ander raadsel betrof het verval van een muon in een elektron, want als het muon gewoon een zwaar elektron was dan zou deze energie moeten afgeven in de vorm van gammastraling (μ → e + y). Experimenten hadden echter aangetoond dat deze gebeurtenis niet optrad.

Het algemene verval van het muon

Fermi besprok dit met Steinberger en beide realiseerden dat als bij het muonverval het elektron vergezeld ging van twee deeltjes (zodat er in totaal drie zijn) de energie van het elektron een reeks van verschillende waarden kon aannemen, waarvan sommige in het originele experiment over het hoofd waren gezien. Fermi gaf Steinberger de opdracht om dit experiment te testen. Binnen een jaar had hij de resultaten – het muon vervalt tot een elektron in gezelschap van twee deeltjes, niet een. Deze twee deeltjes werden later geïdentificeerd als een muon-neutrino en een (anti)elektron-neutrino.

## Opleidingen & onderzoeksplaatsen
- New Trier Township High School (Chicago, 1934-1938)
- Armour Institute of Technology (later hernoemd tot Illinois Institute of Technology, 1938-1940)
- Universiteit van Chicago (1940-1942, 1945-1949)
- MIT (1941-1943)
- UCB (1949-1950)
- Columbia-universiteit (1950-1964)